# 白云湖街道
白云湖街道，是中华人民共和国广东省广州市白云区下辖的一个街道办事处。
2013年12月19日，广州市人民政府批复同意白云区部分行政区划调整，设立白云湖街道办事处，管辖原石井街道办事处的夏茅富民社区、夏茅利民社区、兵房社区、大朗社区、大朗货场社区、环滘社区、大冈社区、唐阁社区、龙湖社区。白云湖街道办事处驻夏花一路2至20号。

## 行政区划
白云湖街道下辖以下地区：
夏茅富民社区、大朗社区、龙湖社区、大朗货场社区、大冈社区、夏茅利民社区、环滘社区、兵房社区和唐阁社区。